# Gnagarflugor
Gnagarflugor (Camillidae) är en familj av tvåvingar. Gnagarflugor ingår i ordningen tvåvingar, klassen egentliga insekter, fylumet leddjur och riket djur. Enligt Catalogue of Life omfattar familjen Camillidae 40 arter. 
Kladogram enligt Catalogue of Life och Dyntaxa:
| gnagarflugor | \| \| Afrocamilla \| \| \| \| \| \| Camilla \| \| \| \| \| \| Katacamilla \| \| \| \| \| \| Teratocamilla \| \| \| \| |
|              | \| \| Afrocamilla \| \| \| \| \| \| Camilla \| \| \| \| \| \| Katacamilla \| \| \| \| \| \| Teratocamilla \| \| \| \| |
|              | Afrocamilla |
|              | |
|              | Camilla |
|              | |
|              | Katacamilla |
|              | |
|              | Teratocamilla |
|              | |

## Bildgalleri